# El Opeño
El Opeño es un yacimiento que se localiza en Jacona de Plancarte, un municipio del estado mexicano de Michoacán enclavado en el Valle de Zamora. Da su nombre a una cultura precolombina conocida especialmente por los materiales de cerámica encontrados en los complejos funerarios de la zona, mismos que han sido fechados en el Preclásico Tardío de Mesoamérica. La importancia de El Opeño en la arqueología mesoamericana radica en su antigüedad y en la amplia difusión de su estilo, contemporáneo de otros desarrollos culturales indígenas como la cultura Capacha y anterior a la cultura de Chupícuaro que se desarrolló en el Bajío. Las tumbas de El Opeño son las más antiguas de Mesoamérica. Han sido fechadas alrededor del siglo XVI a. C., por lo que anteceden el desarrollo de la cultura olmeca, que tuvo sus centros principales en la costa del golfo de México y floreció unos siglos más tarde. Los descubrimientos de El Opeño fueron un hito que permitió poner en tela de juicio el carácter que se atribuía a los portadores de la cultura olmeca como los fundadores de Mesoamérica.

## Descripción
El Opeño está constituido por un conjunto funerario que suele ser incluido en la tradición de las tumbas de tiro, que se difundió por gran parte del Occidente de Mesoamérica, sobre el territorio de lo que actualmente constituyen los estados de Jalisco, Colima, Nayarit y Michoacán. Los entierros de El Opeño, como los del resto de las zonas donde se han encontrado materiales de la Tradición de las tumbas de tiro, se distinguen precisamente por su excepcionalidad en el marco de Mesoamérica. Ningún otro pueblo mesoamericano construyó antes del florecimiento ni después del declive de esta tradición monumentos funerarios de este tipo. Se trata de tumbas verticales, o casi verticales, que fueron excavadas en el tepetate o toba volcánica que forma parte del subsuelo de la región. El acceso a las cámaras funerarias subterráneas se efectuaba de modos diversos, por ejemplo, en Nayarit, es común que las tumbas cuenten con tiros muy profundos, aunque en El Opeño contaron con escaleras. En el complejo funerario de El Opeño han sido descubiertas doce tumbas, todas las cuales muestran indicios de planificación arquitectónica. Asimismo, el complejo en su totalidad está organizado en torno a un plan global.
La arquitectura de El Opeño, como se ha señalado anteriormente, cuenta con características muy particulares que no fueron retomadas en las necrópolis más tardías de Jalisco, Colima y Nayarit. Es importante señalar que la arquitectura funeraria, con características similares o divergentes, fue practicada por los pueblos que vivieron en una amplia región de América continental, y en distintas épocas, en los tiempos anteriores a la llegada de los europeos. Esta región se extiende desde el llamado Occidente de Mesoamérica hasta el norte de Perú, siguiendo la costa del Océano Pacífico. La continuidad geográfica y temporal de estas prácticas requiere de análisis más profundos que permitan comprender mejor los vínculos entre estos pueblos.
En torno a la necrópolis de El Opeño no se ha encontrado ningún resto material de las poblaciones de los constructores de las tumbas. Esto motivó que se les representara como un pueblo que se encontraba en la transición hacia el sedentarismo agrícola que caracterizó a las sociedades urbanas de Mesoamérica en el Preclásico Medio. Sin embargo, el análisis de los materiales arqueológicos encontrados en las tumbas —tanto los restos óseos de sus ocupantes como las ofrendas con que fueron enterrados— muestra que los constructores de las tumbas de El Opeño fueron miembros de un pueblo claramente sedentario, con una elevada estratificación social que se refleja en las diferencias entre los bienes ofrendados a los muertos.